# Lucile Browne
Lucile Browne (Memphis, 18 marzo 1907 – Lexington, 10 maggio 1976) è stata un'attrice statunitense.

## Biografia
Attraente e con grandi occhi azzurri, Lucile Browne iniziò la sua carriera come modella, entrando in una compagnia teatrale alla metà degli anni venti. Contemporaneamente apparve nel suo primo film, il kolossal Il re dei re (1927) di Cecil B. De Mille.
Lavorò molto nel cinema, comparendo prevalentemente in piccoli parti da comprimaria. Tra i suoi film più celebri, da ricordare Fra Diavolo (1933) di Hal Roach, con Stan Laurel e Oliver Hardy.
Toccato l'apice della sua carriera tra la fine degli anni trenta e l'inizio degli anni quaranta, la Browne imboccò ben presto il viale del tramonto. Apparve un'ultima volta nel melodramma Non siate tristi per me (1950) di Rudolph Maté, dopodiché si ritirò dalle scene.
Sposata per più di quarant'anni con l'attore James Flavin, conosciuto durante un provino alla Universal nel 1930, dall'unione nacque un figlio, William James, divenuto insegnante.
Dopo la scomparsa di Flavin il 23 aprile del 1976, la Browne gli sopravvisse solamente di diciassette giorni. Morì infatti il 10 maggio dello stesso anno.
La Browne fu una delle più grandi caratteriste della sua epoca, ma soltanto raramente seppe esser valorizzata dai registi con cui lavorò.

## Filmografia

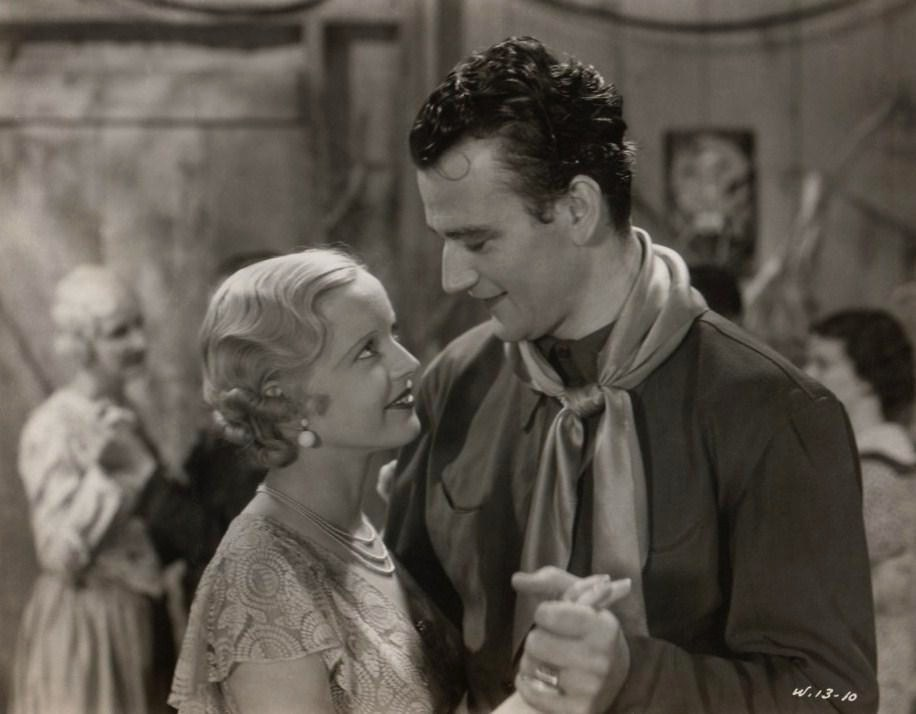
Con John Wayne in I gangsters del Texas (1935)

- Il re dei re (The King of Kings), regia di Cecil B. DeMille (1927)
- L'ultimo eroe (The Last of the Duanes), regia di Alfred L. Werker (1930)
- Soup to Nuts, regia di Benjamin Stoloff (1930)
- Young as You Feel, regia di Frank Borzage (1931)
- Danger Island, regia di Ray Taylor (1931)
- Ragazze per la città (Girls About Town), regia di George Cukor (1931)
- La prateria in fiamme (Battling with Buffalo Bill), regia di Ray Taylor (1931)
- The Texan, regia di Clifford Smith (1932)
- Cannonball Express, regia di Wallace Fox (1932)
- The Airmail Mystery, regia di Ray Taylor (1932)
- L'agonia di una stirpe (The Last of the Mohicans), regia di Ford Beebe e B. Reeves Eason (1932)
- Parole Girl, regia di Edward F. Cline (1933)
- Fra Diavolo (The Devil's Brother), regia di Hal Roach e Charley Rogers (1933)
- Call Her Sausage, regia di Gus Meins (1933) - cortometraggio
- The Moonshiner's Daughter, regia di Albert Ray (1933)
- Il re dell'arena (King of the Arena), regia di Alan James (1933)
- A doppia briglia (Double Harness), regia di John Cromwell (1933)
- The Crimson Paradise, regia di Robert F. Hill (1933)
- The Mystery Squadron, regia di Colbert Clark e David Howard (1933)
- Carioca (Flying Down to Rio), regia di Thornton Freeland (1933) - non accreditata
- Il rifugio (Hide-Out), regia di W. S. Van Dyke (1934) - non accreditata
- The Law of the Wild, regia di B. Reeves Eason e Armand Schaefer (1934)
- The Brand of Hate, regia di Lewis D. Collins (1934)
- Elinor Norton, regia di Hamilton MacFadden (1934)
- I gangsters del Texas (Texas Terror), regia di Robert N. Bradbury (1935)
- Secrets of Chinatown, regia di Fred C. Newmeyer (1935)
- Rainbow Valley, regia di Robert N. Brabury (1935)
- On Probation, regia di Charles Hutchison (1935)
- Western Frontier, regia di Albert Herman (1935)
- Tumbling Tumbleweeds, regia di Joseph Kane (1935)
- Al di là delle tenebre (Magnificent Obsession), regia di John M. Stahl (1935)
- The Crooked Trail, regia di S. Roy Luby (1936)
- Cheyenne Rides Again, regia di Robert F. Hill (1937)
- Strada sbarrata (Dead End), regia di William Wyler (1937) - non accreditata
- Bisticci d'amore (Sweethearts), regia di W.S. Van Dyke (1938) - non accreditata
- Ragazze sperdute (Missing Daughters), regia di Charles C. Coleman (1939) - non accreditata
- The Story of Elias Howe, regia di Jan Leman (1939) - cortometraggio
- Doctors Don't Tell, regia di Jacques Tourneur (1941) - non accreditata
- A Tragedy at Midnight, regia di Joseph Santley (1942) - non accreditata
- L'ottava meraviglia (Once Upon a Time), regia di Alexander Hall (1944) - non accreditata
- Ladies of Washington, regia di Louis King (1944) - non accreditata
- L'uomo ombra torna a casa (The Thin Man Goes Home), regia di Richard Thorpe (1945) - non accreditata
- Wife to Spare, regia di Edward Bernds (1947) - cortometraggio
- Lo scandalo della sua vita (A Woman of Distinction), regia di Edward Buzzell (1950) - non accreditata
- Non siate tristi per me (No Sad Songs for Me), regia di Rudolph Maté (1950) - non accreditata